# Аарон Лонг
Аарон Лонг (англ. Aaron Long, нар. 12 жовтня 1992, Оук-Гіллс) — американський футболіст, захисник клубу «Нью-Йорк Ред Буллз».
Виступав, зокрема, за клуби «Тусон» та «Такома Дефіанс», а також національну збірну США.

## Клубна кар'єра
Народився 12 жовтня 1992 року. Вихованець футбольної школи клубу UC Riverside Highlanders.
У дорослому футболі дебютував 2013 року виступами за команду «Тусон», в якій того року взяв участь у 17 матчах чемпіонату. 
Своєю грою за цю команду привернув увагу представників тренерського штабу клубу «Сакраменто Репаблік», до складу якого приєднався 2014 року. Відіграв за команду із Сакраменто наступні жодного сезонів своєї ігрової кар'єри.
У 2014 році уклав контракт з клубом «Оріндж Каунті», у складі якого провів наступні жодного років своєї кар'єри гравця. 
У 2015 році захищав кольори клубу «Такома Дефіанс». Більшість часу, проведеного у складі «Такома Дефіанс», був основним гравцем захисту команди.
До складу клубу «Нью-Йорк Ред Буллз» приєднався 2016 року. Станом на 10 листопада 2022 року відіграв за команду з Нью-Йорка 149 матчів в національному чемпіонаті.

## Виступи за збірну
У 2018 році дебютував в офіційних матчах у складі національної збірної США.
У складі збірної — учасник розіграшу Золотого кубка КОНКАКАФ 2019 року у трьох країнах, де разом з командою здобув «срібло», чемпіонату світу 2022 року у Катарі.
| Дата       | Місто                          | Господарі         | Результат | Гості             | Турнір                                   | Голи | Примітки |
| ---------- | ------------------------------ | ----------------- | --------- | ----------------- | ---------------------------------------- | ---- | -------- |
| 17-10-2018 | Іст-Гартфорд (Коннектикут)     | США               | 1 – 1     | Перу              | товариський матч                         | -    |          |
| 20-11-2018 | Генк                           | Італія            | 1 – 0     | США               | товариський матч                         | -    |          |
| 28-1-2019  | Фінікс                         | США               | 3 – 0     | Панама            | товариський матч                         | -    |          |
| 2-2-2019   | Сан-Хосе (Каліфорнія)          | США               | 2 – 0     | Коста-Рика        | товариський матч                         | -    |          |
| 22-3-2019  | Орландо                        | США               | 1 – 0     | Еквадор           | товариський матч                         | -    |          |
| 9-6-2019   | Цинциннаті                     | США               | 0 – 3     | Венесуела         | товариський матч                         | -    | 46'      |
| 19-6-2019  | Сент-Пол (Міннесота)           | США               | 4 – 0     | Гаяна             | Кубок КОНКАКАФ 2019 - 1-й етап           | -    |          |
| 23-6-2019  | Клівленд                       | США               | 6 – 0     | Тринідад і Тобаго | Кубок КОНКАКАФ 2019 - 1-й етап           | 2    |          |
| 30-6-2019  | Філадельфія                    | США               | 1 – 0     | Кюрасао           | Кубок КОНКАКАФ 2019 - чвертьфінал        | -    |          |
| 3-7-2019   | Нашвілл                        | Ямайка            | 1 – 3     | США               | Кубок КОНКАКАФ 2019 - півфінал           | -    |          |
| 7-7-2019   | Чикаго                         | Мексика           | 1 – 0     | США               | Кубок КОНКАКАФ 2019 - Фінал              | -    |          |
| 6-9-2019   | Іст-Ратерфорд                  | США               | 0 – 3     | Мексика           | товариський матч                         | -    | 45'      |
| 10-9-2019  | Сент-Луїс                      | США               | 1 – 1     | Уругвай           | товариський матч                         | -    | 65'      |
| 16-10-2019 | Торонто                        | Канада            | 2 – 0     | США               | Ліга націй КОНКАКАФ 2019-2020 - 2-й етап | -    |          |
| 15-11-2019 | Орландо                        | США               | 4 – 1     | Канада            | Ліга націй КОНКАКАФ 2019-2020 - 2-й етап | 1    |          |
| 19-11-2019 | Джорджтаун (Кайманові Острови) | Куба              | 0 – 4     | США               | Ліга націй КОНКАКАФ 2019-2020 - 2-й етап | -    |          |
| 1-2-2020   | Карсон                         | США               | 1 – 0     | Коста-Рика        | товариський матч                         | -    | кап. 62' |
| 9-12-2020  | Маямі                          | США               | 6 – 0     | Сальвадор         | товариський матч                         | -    | 83'      |
| 31-1-2021  | Маямі                          | США               | 7 – 0     | Тринідад і Тобаго | товариський матч                         | -    |          |
| 25-3-2021  | Вінер-Нойштадт                 | США               | 4 – 1     | Ямайка            | товариський матч                         | -    | 46'      |
| 28-3-2021  | Белфаст                        | Північна Ірландія | 1 – 2     | США               | товариський матч                         | -    | 63'      |
| 24-3-2022  | Мехіко                         | Мексика           | 0 – 0     | США               | Відбір до ЧС 2022                        | -    | 80'      |
| 27-3-2022  | Орландо                        | США               | 5 – 1     | Панама            | Відбір до ЧС 2022                        | -    | 61' 85'  |
| 2-6-2022   | Цинциннаті                     | США               | 3 – 0     | Марокко           | товариський матч                         | -    | 28'      |
| 5-6-2022   | Канзас-Сіті (Канзас)           | США               | 0 – 0     | Уругвай           | товариський матч                         | -    |          |
| 11-6-2022  | Остін (Техас)                  | США               | 5 – 0     | Гренада           | Ліга націй КОНКАКАФ 2022-2023 - 1-й етап | -    | 46'      |
| 14-6-2022  | Сан-Сальвадор                  | Сальвадор         | 1 – 1     | США               | Ліга націй КОНКАКАФ 2022-2023 - 1-й етап | -    |          |
| 23-9-2022  | Дюссельдорф                    | Японія            | 2 – 0     | США               | товариський матч                         | -    |          |
| Усього     |                                | Матчів            | 28        |                   | Голів                                    | 3    |          |

## Титули і досягнення
- Символічна збірна Чемпіонату MLS: 2018